# Saurauia parasnathensis
Saurauia parasnathensis är en tvåhjärtbladig växtart som beskrevs av Ranjan och S.K.Srivast. Saurauia parasnathensis ingår i släktet Saurauia och familjen Actinidiaceae. Inga underarter finns listade i Catalogue of Life.